# 1A villamos (Miskolc)
A miskolci 1A jelzésű villamos a Tiszai pályaudvar és a Diósgyőri Gimnázium között közlekedik, az 1-es villamos betétjárataként.

## Története
Korábban az 1A a Tiszai pályaudvar és az Eszperantó tér (a mai Szent Anna tér) között közlekedett. A járatot 1958-ban indították, majd ugyanebben az évben meg is szüntették.
A rendszerváltás után Miskolc lakossága csökkent, számtalan munkahely bezárt illetve újak nyíltak helyettük, más helyeken, így a 2-es villamos, s így a vasgyári betérés kihasználtsága csökkent. Megnőtt viszont az utasok száma az 1-es villamos felsőbb szakaszain is, így célszerűvé vált a 2-es villamos ritkításával egyidejűleg azok egy részét betétjáratként továbbküldeni a vonal egy olyan pontjáig, ahonnét az utasszám jelentőset növekszik. A Zöld Nyíl villamosprojekt keretein belül ezt a Kilián városrész (mai nevén Diósgyőri Gimnázium) megállóhelyben állapították meg. A pályarekonstrukció során így itt kialakításra került egy középperonos megállóhely, amely után egy harmadik, kihúzóvágányt is építettek, fényjelzős biztosítással, amely villamosok tárolására és megfordítására alkalmas. 2011. szeptember 1. és november 7. között, amíg a diósgyőri szakaszon végezték a pályaépítést, az 1-es villamosok már idáig jártak, sőt, a CKD Tatra KT8D5 típusú villamosok kijelzőjére (mivel az nem digitális, hanem szalagos kialakítású volt) már az 1A jelölés került fel.
A betétjárat a pálya teljes felújítása után mégsem indult el, ugyanis 2012-ben újabb menetrendi változások történtek Miskolcon, és a párhuzamos buszközlekedés fenntartására igény mutatkozott, annak rovására pedig nem lehetett ekkor villamost sűríteni a fix teljesítményszámokból kigazdálkodva, ezért maradt a betétvégállomás kihasználatlanul, és egy idő után jelzőtáblával is lezárva.
2015-ben a Városi és Elővárosi Közlekedési Egyesület (VEKE) javaslatot tett a viszonylat bevezetésére, de végül erre nem került sor. 2020-ban az MVK Zrt. és a VEKE közös munkacsoportja a vonalhálózati struktúra áttervezése során elindította a járatot, a reggeli és délutáni órákban az 1-es villamos sűrítéseként.

## Követési ideje
Csak hétköznap közlekedik csúcsidőben reggel kb. 12-15 percenként,délután 15 percenként.

## Útvonala
| Diósgyőri Gimnázium felé | Tiszai pályaudvar felé |
| --- | --- |
| Tiszai pályaudvar vá. – Baross Gábor út – Bajcsy-Zsilinszky út – Széchenyi István utca – Városház tér – Hunyadi János utca – Tizeshonvéd utca – Győri kapu – Andrássy út – Újgyőri főtér – Andrássy út – Kiss tábornok út | Kiss tábornok út – Andrássy út – Újgyőri főtér – Andrássy út – Győri kapu – Tizeshonvéd utca – Hunyadi János utca – Városház tér – Széchenyi István út – Bajcsy-Zsilinszky út – Baross Gábor út – Tiszai pályaudvar vá. |

### Útvonala 1958-ban
Tiszai pályaudvar – Selyemrét – Petőfi Kollégium – Soltész Nagy Kálmán utca – Centrum áruház – Szemere utca – Városház tér – Malomszög utca – Eszperantó tér

## Megállóhelyei
| 0  | Tiszai pályaudvar        | 34 | 1, 2 1, 3, 3A, 8, 21, 30, 31, 101B 80, 89, 90, 92, 94     | Tiszai pályaudvar |
| 2  | Selyemrét                | 32 | 1, 2 1, 3, 7, 21, 30, 31, 101B                            | MÁV Rendelő, Selyemréti Strandfürdő, Selyemréti templom |
| 4  | Soltész Nagy Kálmán utca | 30 | 1, 2 1, 3, 4, 7, 101B                                     | Bláthy Ottó Villamosipari Technikum, Andrássy Gyula Szakközépiskola |
| 7  | Szinvapark / Centrum     | 28 | 1, 2 3A, 12, 20, 20A, 20B, 24, 28, 32, 34, 35, 43, 44, 45 | Belváros, Szinvapark, Centrum Áruház, Metropol, Batóház, Búza téri távolsági és helyközi buszállomás, KATEDRA Nyelviskola                                                                                   |
| 8  | Villanyrendőr            | 25 | 1, 2 14, 28, 34, 35, 36, 43, 44                           | Belváros, Szinva terasz, Miskolci Nemzeti Színház, Borsod Ingatlan, Tigáz |
| 10 | Városház tér             | 23 | 1, 2                                                      | Belváros, Városháza, Megyeháza, Hotel Pannónia, Magyar Tudományos Akadémia Székháza, Tourinform, Fráter György Katolikus Gimnázium és Kollégium, Zenepalota, Miskolci Galéria, Evangélikus Lelkészi Hivatal |
| 12 | Malomszög utca           | 21 | 1, 2                                                      | Herman Ottó Gimnázium, Dísz tér |
| 13 | Szent Anna tér           | 20 | 1, 2 29, 39                                               | Szent Anna templom, Zrínyi Ilona Gimnázium |
| 15 | Thököly utca             | 19 | 1, 2                                                      | Magyar Autóklub, Korona Üzletház, Ifjúsági és Szabadidő Ház, Miskolci Városgazda |
| 16 | Balázs Győző tér         | 17 | 1, 2                                                      | Lézerpont Látványtár, Szentpáli István Szakközépiskola és Szakiskola, Felsővárosi református templom |
| 17 | Gyula utca               | 16 | 1, 2                                                      | Orvosi rendelő, Újdiósgyőri Állategészségügyi Központ, Magyar Vöröskereszt |
| 19 | Károly utca              | 15 | 1, 2                                                      | Baross Gábor Szakközépiskola, Karacs Teréz kéttannyelvű leánykollégium |
| 20 | Újgyőri főtér            | 13 | 1, 2 1, 6, 9, 16, 19, 21, 29, 39, 53, 54, 67, 68, 101B    | Autóbusz-állomás, Bükk Áruház, Vasas Művelődési Központ, posta |
| 22 | Újgyőri piac             | 11 | 2 1, 6, 53, 54                                            | Vasgyári piac |
| 23 | DVTK Stadion             | 10 |                                                           | DVTK Stadion |
| 24 | Bulgárföld városrész     | 9  | 1, 6, 53, 54                                              | Diósgyőri Uszoda, DVTK edzőközpont, DVTK medical |
| 26 | Diósgyőri Gimnázium      | 7  | 1, 6, 53, 54, 101B                                        | Diósgyőri Gimnázium, Bulgárföldi posta |